# مای‌فلاور ویلج (کالیفرنیا)
مای‌فلاور ویلج (به انگلیسی: Mayflower Village) یک منطقهٔ مسکونی در ایالات متحده آمریکا است که در شهرستان لس‌آنجلس، کالیفرنیا واقع شده‌است. مای‌فلاور ویلج ۱٫۷۷۹ کیلومتر مربع مساحت و ۵٬۵۱۵ نفر جمعیت دارد و ۱۱۲ متر بالاتر از سطح دریا واقع شده‌است.